# Emmanuel Fontaine (criminel)
Pour les articles homonymes, voir Emmanuel Fontaine et Fontaine.
Emmanuel Fontaine, né le 5 septembre 1886 au Tampon, était un cambrioleur et un meurtrier de La Réunion. Avec ses complices, Sitarane et Saint-Ange, il a constitué l'une des pires bandes de truands de La Réunion, dite bande des "buveurs de sang". Il meurt guillotiné le 20 juin 1911 avec son complice Sitarane. 

## Biographie
Emmanuel Fontaine est né le 5 septembre 1886. Enfant naturel de Marie Mathilde Fontaine il aurait été reconnu par Charles Macoussouti lors de son mariage. Il fait la connaissance de Sitarane vers 1906, avec qui il s'associe pour commettre des cambriolages. Pierre-Élie Calendrin est le chef de cette bande de vauriens, il est également tisaneur et a une réputation de sorcier. À leurs côtés se trouvent une dizaine de complices de moindre importance.
Ils commettent de nombreux cambriolages d'une façon mystérieuse : les occupants assoupis n'entendent rien, les chiens n'aboient pas. Ils sont aussi accusés d'avoir commis 3 meurtres : celui de Hervé Deltel et ceux des époux Robert.
Lors de l'enquête, les témoignages affirment que les trois hommes ont bu le sang de leurs victimes et en ont recueilli pour servir aux pratiques occultes de Calendrin.
Pendant le procès, les accusés (meneurs et complices) s'accusent mutuellement, avouent puis se rétractent plusieurs fois.
Les trois meneurs sont condamnés à mort une première fois par la cour d'assise de Saint-Pierre (02/07/1910). Un second procès a lieu et la Cour de Cassation de Saint-Denis confirme les peines (13/12/1910). 
Calendrin est finalement gracié par la présidence de la République, et sa peine est transformée en travaux forcés à perpétuité, tandis que Sitarane et Fontaine eux sont guillotinés à Saint-Pierre le 20 juin 1911.